# Lijst van rijksmonumenten in de Noorderstraat (Amsterdam)
Een overzicht van de 31 rijksmonumenten in de Noorderstraat in Amsterdam.
| Object                                                     | Oorspronkelijke functie? | Bouwjaar                        | Architect | Locatie               | Coördinaten?                  | Nr.? | Afbeelding                                                |
| ---------------------------------------------------------- | ------------------------ | ------------------------------- | --------- | --------------------- | ----------------------------- | ---- | --------------------------------------------------------- |
| Pand met halsgevel                                         | Gebouw                   | ca. 1725                        |           | Noorderstraat 13      | 52° 21' 41" NB, 4° 53' 32" OL | 3924 | Pand met halsgevel                                        |
| Pand met halsgevel                                         | Gebouw                   | ca. 1725                        |           | Noorderstraat 15      | 52° 21' 41" NB, 4° 53' 32" OL | 3925 | Pand met halsgevel                                        |
| Pand met halsgevel                                         | Gebouw                   | ca. 1725                        |           | Noorderstraat 17      | 52° 21' 41" NB, 4° 53' 32" OL | 3926 | Pand met halsgevel                                        |
| Pand met gevel met latere punttop                          | Gebouw                   | 18e eeuw                        |           | Noorderstraat 33      | 52° 21' 41" NB, 4° 53' 35" OL | 3927 | Pand met gevel met latere punttop                         |
| Pand met halsgevel                                         | Gebouw                   | mogelijk eerste kwart 18e eeuw  |           | Noorderstraat 35      | 52° 21' 41" NB, 4° 53' 35" OL | 3928 | Pand met halsgevel                                        |
| Pand met halsgevel                                         | Gebouw                   | mogelijk eerste kwart 18e eeuw  |           | Noorderstraat 37      | 52° 21' 41" NB, 4° 53' 35" OL | 3929 | Pand met halsgevel                                        |
| Pand met halsgevel                                         | Gebouw                   | eerste of tweede kwart 18e eeuw |           | Noorderstraat 39A     | 52° 21' 41" NB, 4° 53' 35" OL | 3930 | Pand met halsgevel                                        |
| Huis met gevel onder klokvormige top met rollagen          | Gebouw                   | 17e of begin 18e eeuw           |           | Noorderstraat 67      | 52° 21' 40" NB, 4° 53' 39" OL | 3931 | Huis met gevel onder klokvormige top met rollagen         |
| Pakhuis met puntgevel                                      | Gebouw                   | 18e eeuw                        |           | Noorderstraat 95      | 52° 21' 40" NB, 4° 53' 42" OL | 3932 | Pakhuis met puntgevel                                     |
| Huis van het 'noortse-bos-type'                            | Gebouw                   | ca. 1670                        |           | Noorderstraat 2       | 52° 21' 41" NB, 4° 53' 33" OL | 3933 | Huis van het 'noortse-bos-type'                           |
| Huis van het 'noortse-bos-type'                            | Gebouw                   | ca. 1670                        |           | Noorderstraat 242/2   | 52° 21' 41" NB, 4° 53' 33" OL | 3934 | Upload foto                                               |
| Huis van het 'noortse-bos-type'                            | Gebouw                   | ca. 1670                        |           | Noorderstraat 242/3   | 52° 21' 41" NB, 4° 53' 33" OL | 3935 | Upload foto                                               |
| Huis van het 'noortse-bos-type'                            | Gebouw                   | ca. 1670                        |           | Noorderstraat 242/4   | 52° 21' 41" NB, 4° 53' 33" OL | 3936 | Upload foto                                               |
| Pand van het 'noortse-bos-type'                            | Gebouw                   | ca. 1670                        |           | Noorderstraat 242/5   | 52° 21' 41" NB, 4° 53' 33" OL | 3937 | Upload foto                                               |
| Pand van het 'noortse-bos-type'                            | Gebouw                   | ca. 1670                        |           | Noorderstraat 242/6   | 52° 21' 41" NB, 4° 53' 33" OL | 3938 | Upload foto                                               |
| Pand van het 'noortse-bos-type'                            | Gebouw                   | ca. 1670                        |           | Noorderstraat 242/7   | 52° 21' 41" NB, 4° 53' 33" OL | 3939 | Upload foto                                               |
| Huis van het 'noortse-bos-type'                            | Gebouw                   | ca. 1670                        |           | Noorderstraat 242/8   | 52° 21' 41" NB, 4° 53' 33" OL | 3940 | Huis van het 'noortse-bos-type'                           |
| Huis van het 'noortse-bos-type'                            | Gebouw                   | ca. 1670                        |           | Noorderstraat 242/9   | 52° 21' 41" NB, 4° 53' 33" OL | 3942 | Huis van het 'noortse-bos-type'                           |
| Huis van het 'noortse-bos-type'                            | Gebouw                   | ca. 1670                        |           | Noorderstraat 2       | 52° 21' 41" NB, 4° 53' 33" OL | 3943 | Huis van het 'noortse-bos-type'                           |
| Pand van het 'noortse-bos-type'                            | Gebouw                   | ca. 1670                        |           | Noorderstraat 2       | 52° 21' 41" NB, 4° 53' 33" OL | 3944 | Pand van het 'noortse-bos-type'                           |
| Pand met het'noortse-bos-type'                             | Gebouw                   | ca. 1670                        |           | Noorderstraat 40B     | 52° 21' 41" NB, 4° 53' 33" OL | 3945 | Pand met het'noortse-bos-type'                            |
| Pand van het 'noortse-bos-type'                            | Gebouw                   | ca. 1670                        |           | Noorderstraat 44/1    | 52° 21' 40" NB, 4° 53' 36" OL | 3946 | Pand van het 'noortse-bos-type'                           |
| Pand van het 'noortse-bos-type'                            | Gebouw                   | ca. 1670                        |           | Noorderstraat 44-46/2 | 52° 21' 40" NB, 4° 53' 37" OL | 3947 | Pand van het 'noortse-bos-type'                           |
| Hoekhuis van het 'noortse-bos-type'                        | Gebouw                   | ca. 1670                        |           | Noorderstraat 44-46   | 52° 21' 40" NB, 4° 53' 37" OL | 3948 | Hoekhuis van het 'noortse-bos-type'                       |
| Huis van het 'noortse-bos-type'                            | Gebouw                   | ca. 1670                        |           | Noorderstraat 54      | 52° 21' 40" NB, 4° 53' 39" OL | 3949 | Huis van het 'noortse-bos-type'                           |
| Pand van het 'noortse-bos-type' het roze gebouw op de foto | Gebouw                   | ca. 1670                        |           | Noorderstraat 58      | 52° 21' 40" NB, 4° 53' 39" OL | 3950 | Pand van het 'noortse-bos-type'het roze gebouw op de foto |
| Huis van het 'noortse-bos-type'                            | Gebouw                   | ca. 1670                        |           | Noorderstraat 62      | 52° 21' 40" NB, 4° 53' 40" OL | 3951 | Huis van het 'noortse-bos-type'                           |
| Huis van het 'noortse-bos-type'                            | Woonhuis                 | ca. 1670                        |           | Noorderstraat 68      | 52° 21' 40" NB, 4° 53' 41" OL | 3952 | Huis van het 'noortse-bos-type'                           |
| Pand van het 'noortse-bos-type'                            | Woonhuis                 | ca. 1670                        |           | Noorderstraat 72      | 52° 21' 40" NB, 4° 53' 41" OL | 3953 | Pand van het 'noortse-bos-type'                           |
| Pand van het 'noortse-bos-type'                            | Gebouw                   | ca. 1670                        |           | Noorderstraat 74      | 52° 21' 40" NB, 4° 53' 42" OL | 3954 | Pand van het 'noortse-bos-type'                           |
| Pand van het 'noortse-bos-type'                            | Gebouw                   | ca. 1670                        |           | Noorderstraat 86      | 52° 21' 39" NB, 4° 53' 44" OL | 3955 | Meer afbeeldingen                                         |